# Sepiidae
Sepiidae zijn een familie van weekdieren uit de klasse van Cephalopoda (inktvissen).

## Geslachten
- Metasepia Hoyle, 1885
- Sepia Linnaeus, 1758
- Sepiella Gray, 1849

### Synoniemen
- Acanthosepion Rochebrune, 1884 => Sepia (Acanthosepion) Rochebrune, 1884 => Sepia Linnaeus, 1758
- Amplisepia Iredale, 1926 => Sepia Linnaeus, 1758
- Andreaesepia Grimpe, 1922 => Sepia Linnaeus, 1758
- Arctosepia Iredale, 1926 => Sepia Linnaeus, 1758
- Ascarosepion Rochebrune, 1884 => Sepia Linnaeus, 1758
- Blandosepia Iredale, 1940 => Sepia Linnaeus, 1758
- Crumenasepia Iredale, 1926 => Sepia Linnaeus, 1758
- Decorisepia Iredale, 1926 => Sepia Linnaeus, 1758
- Diptherosepion Rochebrune, 1884 => Sepiella Gray, 1849
- Doratosepion Rochebrune, 1884 => Sepia (Doratosepion) Rochebrune, 1884 => Sepia Linnaeus, 1758
- Eusepia Naef, 1923 => Sepia Linnaeus, 1758
- Fiscisepia Iredale, 1926 => Sepia Linnaeus, 1758
- Glyptosepia Iredale, 1926 => Sepia Linnaeus, 1758
- Hemisepius Steenstrup, 1875 => Sepia (Hemisepius) Steenstrup, 1875 => Sepia Linnaeus, 1758
- Lophosepion Rochebrune, 1884 => Sepia Linnaeus, 1758
- Mesembrisepia Iredale, 1926 => Sepia Linnaeus, 1758
- Parasepia Naef, 1923 => Sepia Linnaeus, 1758
- Platysepia Naef, 1923 => Sepia Linnaeus, 1758
- Ponderosepia Iredale, 1926 => Sepia Linnaeus, 1758
- Rhombosepion Rochebrune, 1884 => Sepia (Rhombosepion) Rochebrune, 1884 => Sepia Linnaeus, 1758
- Solitosepia Iredale, 1926 => Sepia Linnaeus, 1758
- Spathidosepion Rochebrune, 1884 => Sepia Linnaeus, 1758
- Tenuisepia Cotton, 1932 => Sepia Linnaeus, 1758